# Bacillus infernus
Bacillus infernus es una bacteria termófila, anaerobia obligada del género Bacillus que vive en zonas subterráneas profundas.  Fue detectada por primera vez en profundidades de 2,65 kilómetros (1,6 mi) a 2,77 kilómetros (1,7 mi) en  la Cuenca Triásica de Taylorsville, en Virginia, y crece bien a 50 grados Celsius (122 °F) pero no a 40° o 65 °C.

## Cultura Popular
- Bacillus infernus sirve como expediente narrativo en la nueva versión de 2008 de La Amenaza de Andrómeda.